# 達斯汀·梅
達斯汀·傑克·梅（英語：Dustin Jake May，1997年9月6日—），為美國職棒大聯盟的投手，目前效力於波士頓紅襪。他在2016年美國職棒大聯盟選秀第三輪被道奇隊選走，並於2019年登上大聯盟。

## 職業生涯

### 洛杉磯道奇
2019年球季
8月2日，梅成功登上大聯盟。他在初先發投了5.2局失4分，並送出3次三振。8月13日，他面對馬林魚拿下大聯盟首勝。這年他拿下2勝3敗，防禦率3.63。他在國聯分區賽一共投了3.1局，被敲出3支安打失1分。
2020年球季
由於克萊頓·克蕭在賽季開打前弄傷背部，因此梅成為球隊的開幕戰先發。該年他拿下3勝1敗，防禦率2.57。他的四縫線速球均速可達到99.1英里，為全大聯盟最快。他在分區賽面對教士隊主投3局無失分，冠軍賽面對勇士隊主投4.2局失2分。他在世界大賽上出賽2場比賽，主投3局失3分。最終球隊拿下世界大賽冠軍，而他在國聯新人王票選上拿下第五名。
2021年球季
該年他先發5場比賽，拿下1勝1敗，防禦率2.74。然而他卻在某次投球時造成手臂韌帶撕裂傷，最終他在5月12日動了湯米約翰手術，球季提前結束。

## 個人生活
由於梅的外型與大都會投手諾亞·辛德賈德極為相似，兩人都是紅色捲髮，因此梅也有一個「金德賈德」（Gingergaard）的外號。

## 外部連結
- 球員資訊和成績在MLB ，ESPN ，Baseball Reference ，Baseball Reference (Minors) ，Fangraphs ，The Baseball Cube （英文）
- 達斯汀·梅的X（前Twitter）